# Miedes de Atienza
Miedes de Atienza è un comune spagnolo di 54 abitanti (2022) situato nella comunità autonoma di Castiglia-La Mancia.